# Tour de France 1903
Tour de France 1903  se konala od 1. července do 19. července 1903. Závod byl organizován novinami L'Auto, předchůdcem deníku L'Équipe. Závod na šest etap vyhrál Maurice Garin. Jednalo se o historicky první ročník Tour de France.

## Týmy
- Na start nastoupilo celkem 6 týmů:

- La Française
- Brennabor
- Gladiator
- Champeyrache
- JC Cycles
- Diamant (tým)

## Pořadí
| Pořadí | Závodník              | Sponzor      | Čas        |
| ------ | --------------------- | ------------ | ---------- |
| 1      | Maurice Garin         | La Française | 94:33:14   |
| 2      | Lucien Pothier        | La Française | + 2:49:21  |
| 3      | Fernand Augereau      | La Française | + 4:29:24  |
| 4      | Rodolfo Muller        | La Française | + 4:39:30  |
| 5      | Jean-Baptiste Fischer | La Française | + 4:58:44  |
| 6      | Marcel Kerff          | —            | + 5:52:24  |
| 7      | Julien Lootens        | Brennabor    | + 9:31:08  |
| 8      | Pasquier              | La Française | + 10:24:04 |
| 9      | François Beaugendre   | —            | + 10:52:14 |
| 10     | Aloïs Catteau         | La Française | + 12:44:57 |
| 11     | Jean Dargassies       | Gladiator    | + 13:49:10 |
| 12     | Ferdinand Payan       | Champeyrache | + 19:09:02 |
| 13     | Julien Girbe          | JC Cycles    | + 23:16:52 |
| 14     | Isidore Lechartier    | Gladiator    | + 24:05:13 |
| 15     | Josef Fischer         | Diamant      | + 25:14:26 |
| 16     | Alexandre Foureaux    | —            | + 31:30:52 |
| 17     | René Salais           | —            | + 32:34:43 |
| 18     | Emile Moulin          | —            | + 49:43:14 |
| 19     | Georges Borot         | —            | + 51:37:38 |
| 20     | Pierre Desvages       | —            | + 62:53:54 |
| 21     | Arsène Millocheau     | —            | + 64:57:08 |

## Seznam etap
| Etapa | Start / cíl          | Vzdálenost | Typ etapy       | Datum        | Vítěz etapy           | Žlutý trikot |
| ----- | -------------------- | ---------- | --------------- | ------------ | --------------------- | ------------ |
| 1.    | Montgeron – Lyon     | 467 km     | Rovinatá etapa  | 1. červenec  | Maurice Garin         |              |
| 2.    | Lyon – Marseille     | 374 km     | Kopcovitá etapa | 5. červenec  | Hippolyte Aucouturier |              |
| 3.    | Marseille – Toulouse | 423 km     | Horská etapa    | 8. červenec  | Hippolyte Aucouturier |              |
| 4.    | Toulouse – Bordeaux  | 268 km     | Rovinatá etapa  | 12. červenec | Charles Laeser        |              |
| 5.    | Bordeaux – Nantes    | 425 km     | Rovinatá etapa  | 13. červenec | Maurice Garin         |              |
| 6.    | Nantes – Paříž       | 471 km     | Rovinatá etapa  | 18. červenec | Maurice Garin         |              |